# L'Éthique hacker
Ne doit pas être confondu avec L'Éthique des hackers.
L'Éthique hacker et l'esprit de l'ère de l'information est un livre publié en 2001, écrit par le philosophe finlandais Pekka Himanen et traduit en français par Claude Leblanc. Le prologue est de Linus Torvalds, créateur du noyau Linux, et l'épilogue de Manuel Castells, professeur de sociologie à l'université de Californie à Berkeley.

## L’éthique hacker du travail[1]
Voyant le hacker comme un citoyen partageur et un amateur de bricolage de haut niveau, Himanen présente les termes de l’éthique hacker selon trois pôles, en l’opposant à l’éthique protestante caractéristique du capitalisme : l’éthique du travail, l’éthique de l’argent, et la néthique ou éthique du réseau. Dans l’éthique protestante du travail, il s’agit de vivre pour travailler. Le moteur principal de la mise au travail des hackers du logiciel libre consiste dans le plaisir, dans le jeu, dans l’engagement dans une passion. Pour Linus Torvalds, « Linux a largement été un hobby (mais un sérieux, le meilleur de tous). »
Le deuxième plan qui caractérise l’éthique hacker porte sur l’argent. L'objectif de l’activité du hacker n’est pas l’argent. Un des fondements même du mouvement du logiciel libre, initié par les hackers, consiste précisément à rendre impossible l’appropriabilité privée de la production logicielle et donc la perspective d’en tirer profit. Là encore, on trouve comme objectifs qui président à l’engagement dans le travail coopératif volontaire la passion, la créativité, et la socialisation.
Un point particulier mentionné par Himanen, qui porte sur l’organisation et la coordination du travail chez les hackers, les hackers parviennent à s’affranchir du recours à l’autorité hiérarchique pour coordonner leurs activités, en lui substituant comme modalité principale la coopération directe.
D'après Himanen, l’éthique hacker est « une nouvelle éthique du travail qui s’oppose à l’éthique protestante du travail telle que l’a définie Max Weber. » Elle constitue une innovation sociale susceptible d’avoir une portée qui dépasse largement les limites de l’activité informatique.